# 23. јануар
23. јануар је двадесет трећи дан у години у Грегоријанском календару. 342 дана (343 у преступним годинама) остаје у години после овог дана.

## Догађаји
- 393 — Римски цар Теодосије I је прогласио свог деветогодишњег сина Хонорија за савладар.
- 1368 — Џу Јуен-џанг је ступио на кинески престо, започевши династију Минг која ће владати Кином три века.
- 1556 — У најсмртоноснијем земљотресу у историји који је погодио кинеску покрајину Шанси, погинуло је око 830.000 особа.
- 1579 — Северне низоземске покрајине Холандија, Зеланд, Утрехт, Хелдерланд, Фризија, Гронинген и Оверејсел прогласиле су Утрехтску унију ради супротстављања шпанској власти.
- 1570 — Џејмс Хамилтон је убио Џејмса Стјуарта, у првом забележен атентата извршеним ватреним оружјем.
- 1719 — Уједињењем Вадуца и Шеленберга створена кнежевина Лихтенштајн.
- 1789 — Бискуп Џон Керол је купио земљиште на којем ће бити основан будући Универзитет Џорџтаун, најстарији католички универзитет у Сједињеним Државама.
- 1793 — Русија и Пруска споразумеле се о другој подели Пољске.
- 1878 — Током руско-турског рата Велика Британија, на захтев султана Абдул Хамида II, послала своју флоту у Истанбул.
- 1920 — Холандија одбила да савезницима изручи бившег немачког цара Вилхелма II, који је по абдикацији у новембру 1918. емигрирао у Холандију. Његово изручење тражено због злочина у Првом светском рату.
- 1943 — Британска Осма армија под командом генерала Бернарда Монтгомерија заузела, у Другом светском рату, Триполи у Либији.
- 1945 — Немачки велики адмирал Карл Дениц је наредио почетак операције Ханибал, која је постала један од највећих евакуација морем у историји, са више од милион људи пребачених током 15 недеља.
- 1945 — Совјетске трупе у Другом светском рату, напредујући ка Берлину, избиле на реку Одру у Пољској.
- 1950 — Израелски парламент (Кнесет) донео резолуцију којом Јерусалим постаје главни град Израела.
- 1960 — Батискаф Трст је заронио на рекордну дубину од 10.916 m у области Чаленџер дип Маријанског рова.
- 1968 — Морнарица Северне Кореје у територијалним водама заробила амерички шпијунски брод УСС Пуебло.
- 1997 — Медлин Олбрајт је положио заклетву као први женски државни секретар САД, чиме је постала највише рангирана жена у историји америчке владе.
- 1997 — Београдски студенти ватрометом, пиштаљкама и трубама обележили 100. сат непрекидног стајања пред полицијским кордоном у Коларчевој улици, у центру Београда. Полиција 24. децембра почела да спречава студентске и грађанске антирежимске демонстрације које су почеле 20. новембра због фалсификовања резултата локалних избора у Србији.
- 2000 — Више од милион демонстраната прошло кроз центар Мадрида протестујући због ескалације насиља баскијске сепаратистичке групе ЕТА, у чијим је насилничким акцијама током 32 године убијено око 800 људи.
- 2002 — У пакистанском главном граду Карачију киднапован, а касније и убијен, дописник америчког „Вол стрит журнала“ Данијел Перл, који је истраживао исламске милитантне групе у тој земљи.
- 2003 — Пионир 10 је послао последњу поруку ка Земљи.
- 2006 — У железничкој несрећи у Црној Гори, 46 лица је погинуло и 130 повређено када је локални путнички воз који је саобраћао између Бијелог Поља и Подгорице исклизнуо из шина у месту Биоче. Тешка несрећа код станице Биоче (10 km северно од Подгорице) узрокована је кваром електромоторне гарнитуре.
- 2010 — У Саборној цркви у Београду устоличен 45. поглавар Српске православне цркве патријарх Иринеј.

## Рођења
- 1783 — Стендал, француски писац. (прем. 1842)[1]
- 1832 — Едуар Мане, француски сликар. (прем. 1883)[2]
- 1857 — Андрија Мохоровичић, хрватски метеоролог и сеизмолог. (прем. 1936)[3]
- 1862 — Давид Хилберт, немачки математичар. (прем. 1943)[4]
- 1872 — Јоже Плечник, словеначки архитекта. (прем. 1957)[5]
- 1917 — Душан Костић, српски књижевник. (прем. 1997)[6]
- 1928 — Жана Моро, француска глумица, певачица, сценаристкиња и редитељка. (прем. 2017)[7]
- 1931 — Ива Зупанчич, словеначка глумица. (прем. 2017)[8]
- 1944 — Сергеј Белов, руски кошаркаш и кошаркашки тренер. (прем. 2013)[9]
- 1944 — Рутгер Хауер, холандски глумац. (прем. 2019)[10]
- 1950 — Милан Ерак, српски глумац. (прем. 1995)[11]
- 1951 — Дејвид Патрик Кели, амерички глумац.
- 1953 — Душан Николић Стаја, српски фудбалер и фудбалски тренер. (прем. 2018)[12]
- 1956 — Лаза Ристовски, српски музичар, најпознатији као клавијатуриста. (прем. 2007)[13]
- 1962 — Ненад Грачан, хрватски фудбалер и фудбалски тренер.[14]
- 1962 — Стивен Кеши, нигеријски фудбалер и фудбалски тренер. (прем. 2016)[15]
- 1964 — Маришка Харгитеј, америчка глумица.[16]
- 1966 — Драгана Мркић, српска глумица.[17]
- 1968 — Петр Корда, чешки тенисер.
- 1969 — Дејан Анђус, српски новинар.
- 1970 — Аријан Комазец, хрватски кошаркаш.[18]
- 1975 — Нина Граховац, српска глумица.[19]
- 1977 — Небојша Голић, српски рукометаш.[20]
- 1977 — Вељко Петковић, српски одбојкаш.[21]
- 1984 — Драган Мрђа, српски фудбалер.[22]
- 1984 — Арјен Робен, холандски фудбалер.[23]
- 1986 — Пабло Андухар, шпански тенисер.[24]
- 1994 — Вера Блу, аустралијска музичарка.[25]
- 1996 — Рубен Лофтус Чик, енглески фудбалер.[26]
- 1998 — XXXTentacion, амерички хип хоп музичар. (прем. 2018)[27]
- 2001 — Олга Даниловић, српска тенисерка.[28]
- 2002 — Јошко Гвардиол, хрватски фудбалер.

## Смрти
- 1002 — Отон III, немачки краљ и цар Светог римског царства (рођ. 980)[29]
- 1516 — Фернандо II, краљ Арагоније од 1479. (рођ. 1452)[30]
- 1806 — Вилијам Пит Млађи, енглески државник. (рођ. 1759)[31]
- 1931 — Ана Павлова, је била врхунска руска играчица класичног балета (рођ. 1881)[32]
- 1936 — Теодор Тарановски, руски историчар и правник. (рођ. 1875)[33]
- 1944 — Едвард Мунк, норвешки сликар. (рођ. 1863)[34]
- 1989 — Салвадор Дали, шпански надреалистички сликар. (рођ. 1904)[35]
- 1999 — Павле Грубјешић, југословенски фудбалер. (рођ. 1953)[36]
- 2000 — Александар Христовски, македонски песник и преводилац. (рођ. 1933)
- 2002 — Пјер Бурдје, француски социолог. (рођ. 1930)[37]
- 2008 — Зоран Предић, новинар и ТВ критичар. (рођ. 1945)[38]
- 2010 — Олег Велики, украјински и немачки рукометни репрезентативац. (рођ. 1977)[39]
- 2017 — Горден Кеј , британски глумац. (рођ. 1941)[40]
- 2019 — Момчило Мома Антоновић, српски сликар. (рођ. 1938)[41]

## Празници и дани сећања
- Српска православна црква слави:
  - Светог Григорија епископа ниског
  - Преподобног Амона
  - Светог Маркијана
- Имендани
  - Маша